# Хурме, Харри
Харри Хурме (фин. Harri Heikki Veikko Hurme, 2 июня 1945 — 23 сентября 2019) — финский шахматист (мастер ФИДЕ) и шахматный композитор. 
Серебряный призёр чемпионатов Финляндии по шахматам 1971, 1974 и 1978 годов. Пятикратный победитель чемпионатов Финляндии по шахматам среди ветеранов. 
В составе сборной Финляндии участник трёх шахматных олимпиад, квалификационных турниров командных первенств Европы, командного первенства мира среди студентов, командных турниров северных стран и командных первенств Европы среди ветеранов.
Многократный победитель и призёр чемпионатов мира по решению шахматных композиций (WCSC) в составе сборной Финляндии, бронзовый призёр 17-го WCSC (1993) в личном зачёте. Международный мастер по решению шахматных композиций (1993). 
Победитель и призёр нескольких конкурсов по шахматной композиции. Мастер ФИДЕ по составлению шахматных композиций (2010). Рейтинг в Альбомах ФИДЕ на 24 августа 2023 года — 12,83 балла.
В течение 20 лет входил в состав правления Финской шахматной федерации, из них 4 года был её председателем. С 1986 года более 30 лет был заместителем председателя Suomen Tehtäväniekat — финского общества шахматных композиторов. Инженер, имел научную степень Master of Science (MSc) по радиотехнике.

## Избранные задачи
|   | a | b | c | d | e | f | g | h |   |
| - | --- | --- | --- | --- | --- | --- | --- | --- | - |
| 8 | g7 белый слон · g6 чёрная пешка · e5 белый король · f3 чёрный король · d2 белая пешка · g2 белая ладья · h1 белый слон | g7 белый слон · g6 чёрная пешка · e5 белый король · f3 чёрный король · d2 белая пешка · g2 белая ладья · h1 белый слон | g7 белый слон · g6 чёрная пешка · e5 белый король · f3 чёрный король · d2 белая пешка · g2 белая ладья · h1 белый слон | g7 белый слон · g6 чёрная пешка · e5 белый король · f3 чёрный король · d2 белая пешка · g2 белая ладья · h1 белый слон | g7 белый слон · g6 чёрная пешка · e5 белый король · f3 чёрный король · d2 белая пешка · g2 белая ладья · h1 белый слон | g7 белый слон · g6 чёрная пешка · e5 белый король · f3 чёрный король · d2 белая пешка · g2 белая ладья · h1 белый слон | g7 белый слон · g6 чёрная пешка · e5 белый король · f3 чёрный король · d2 белая пешка · g2 белая ладья · h1 белый слон | g7 белый слон · g6 чёрная пешка · e5 белый король · f3 чёрный король · d2 белая пешка · g2 белая ладья · h1 белый слон | 8 |
| 7 | g7 белый слон · g6 чёрная пешка · e5 белый король · f3 чёрный король · d2 белая пешка · g2 белая ладья · h1 белый слон | g7 белый слон · g6 чёрная пешка · e5 белый король · f3 чёрный король · d2 белая пешка · g2 белая ладья · h1 белый слон | g7 белый слон · g6 чёрная пешка · e5 белый король · f3 чёрный король · d2 белая пешка · g2 белая ладья · h1 белый слон | g7 белый слон · g6 чёрная пешка · e5 белый король · f3 чёрный король · d2 белая пешка · g2 белая ладья · h1 белый слон | g7 белый слон · g6 чёрная пешка · e5 белый король · f3 чёрный король · d2 белая пешка · g2 белая ладья · h1 белый слон | g7 белый слон · g6 чёрная пешка · e5 белый король · f3 чёрный король · d2 белая пешка · g2 белая ладья · h1 белый слон | g7 белый слон · g6 чёрная пешка · e5 белый король · f3 чёрный король · d2 белая пешка · g2 белая ладья · h1 белый слон | g7 белый слон · g6 чёрная пешка · e5 белый король · f3 чёрный король · d2 белая пешка · g2 белая ладья · h1 белый слон | 7 |
| 6 | g7 белый слон · g6 чёрная пешка · e5 белый король · f3 чёрный король · d2 белая пешка · g2 белая ладья · h1 белый слон | g7 белый слон · g6 чёрная пешка · e5 белый король · f3 чёрный король · d2 белая пешка · g2 белая ладья · h1 белый слон | g7 белый слон · g6 чёрная пешка · e5 белый король · f3 чёрный король · d2 белая пешка · g2 белая ладья · h1 белый слон | g7 белый слон · g6 чёрная пешка · e5 белый король · f3 чёрный король · d2 белая пешка · g2 белая ладья · h1 белый слон | g7 белый слон · g6 чёрная пешка · e5 белый король · f3 чёрный король · d2 белая пешка · g2 белая ладья · h1 белый слон | g7 белый слон · g6 чёрная пешка · e5 белый король · f3 чёрный король · d2 белая пешка · g2 белая ладья · h1 белый слон | g7 белый слон · g6 чёрная пешка · e5 белый король · f3 чёрный король · d2 белая пешка · g2 белая ладья · h1 белый слон | g7 белый слон · g6 чёрная пешка · e5 белый король · f3 чёрный король · d2 белая пешка · g2 белая ладья · h1 белый слон | 6 |
| 5 | g7 белый слон · g6 чёрная пешка · e5 белый король · f3 чёрный король · d2 белая пешка · g2 белая ладья · h1 белый слон | g7 белый слон · g6 чёрная пешка · e5 белый король · f3 чёрный король · d2 белая пешка · g2 белая ладья · h1 белый слон | g7 белый слон · g6 чёрная пешка · e5 белый король · f3 чёрный король · d2 белая пешка · g2 белая ладья · h1 белый слон | g7 белый слон · g6 чёрная пешка · e5 белый король · f3 чёрный король · d2 белая пешка · g2 белая ладья · h1 белый слон | g7 белый слон · g6 чёрная пешка · e5 белый король · f3 чёрный король · d2 белая пешка · g2 белая ладья · h1 белый слон | g7 белый слон · g6 чёрная пешка · e5 белый король · f3 чёрный король · d2 белая пешка · g2 белая ладья · h1 белый слон | g7 белый слон · g6 чёрная пешка · e5 белый король · f3 чёрный король · d2 белая пешка · g2 белая ладья · h1 белый слон | g7 белый слон · g6 чёрная пешка · e5 белый король · f3 чёрный король · d2 белая пешка · g2 белая ладья · h1 белый слон | 5 |
| 4 | g7 белый слон · g6 чёрная пешка · e5 белый король · f3 чёрный король · d2 белая пешка · g2 белая ладья · h1 белый слон | g7 белый слон · g6 чёрная пешка · e5 белый король · f3 чёрный король · d2 белая пешка · g2 белая ладья · h1 белый слон | g7 белый слон · g6 чёрная пешка · e5 белый король · f3 чёрный король · d2 белая пешка · g2 белая ладья · h1 белый слон | g7 белый слон · g6 чёрная пешка · e5 белый король · f3 чёрный король · d2 белая пешка · g2 белая ладья · h1 белый слон | g7 белый слон · g6 чёрная пешка · e5 белый король · f3 чёрный король · d2 белая пешка · g2 белая ладья · h1 белый слон | g7 белый слон · g6 чёрная пешка · e5 белый король · f3 чёрный король · d2 белая пешка · g2 белая ладья · h1 белый слон | g7 белый слон · g6 чёрная пешка · e5 белый король · f3 чёрный король · d2 белая пешка · g2 белая ладья · h1 белый слон | g7 белый слон · g6 чёрная пешка · e5 белый король · f3 чёрный король · d2 белая пешка · g2 белая ладья · h1 белый слон | 4 |
| 3 | g7 белый слон · g6 чёрная пешка · e5 белый король · f3 чёрный король · d2 белая пешка · g2 белая ладья · h1 белый слон | g7 белый слон · g6 чёрная пешка · e5 белый король · f3 чёрный король · d2 белая пешка · g2 белая ладья · h1 белый слон | g7 белый слон · g6 чёрная пешка · e5 белый король · f3 чёрный король · d2 белая пешка · g2 белая ладья · h1 белый слон | g7 белый слон · g6 чёрная пешка · e5 белый король · f3 чёрный король · d2 белая пешка · g2 белая ладья · h1 белый слон | g7 белый слон · g6 чёрная пешка · e5 белый король · f3 чёрный король · d2 белая пешка · g2 белая ладья · h1 белый слон | g7 белый слон · g6 чёрная пешка · e5 белый король · f3 чёрный король · d2 белая пешка · g2 белая ладья · h1 белый слон | g7 белый слон · g6 чёрная пешка · e5 белый король · f3 чёрный король · d2 белая пешка · g2 белая ладья · h1 белый слон | g7 белый слон · g6 чёрная пешка · e5 белый король · f3 чёрный король · d2 белая пешка · g2 белая ладья · h1 белый слон | 3 |
| 2 | g7 белый слон · g6 чёрная пешка · e5 белый король · f3 чёрный король · d2 белая пешка · g2 белая ладья · h1 белый слон | g7 белый слон · g6 чёрная пешка · e5 белый король · f3 чёрный король · d2 белая пешка · g2 белая ладья · h1 белый слон | g7 белый слон · g6 чёрная пешка · e5 белый король · f3 чёрный король · d2 белая пешка · g2 белая ладья · h1 белый слон | g7 белый слон · g6 чёрная пешка · e5 белый король · f3 чёрный король · d2 белая пешка · g2 белая ладья · h1 белый слон | g7 белый слон · g6 чёрная пешка · e5 белый король · f3 чёрный король · d2 белая пешка · g2 белая ладья · h1 белый слон | g7 белый слон · g6 чёрная пешка · e5 белый король · f3 чёрный король · d2 белая пешка · g2 белая ладья · h1 белый слон | g7 белый слон · g6 чёрная пешка · e5 белый король · f3 чёрный король · d2 белая пешка · g2 белая ладья · h1 белый слон | g7 белый слон · g6 чёрная пешка · e5 белый король · f3 чёрный король · d2 белая пешка · g2 белая ладья · h1 белый слон | 2 |
| 1 | g7 белый слон · g6 чёрная пешка · e5 белый король · f3 чёрный король · d2 белая пешка · g2 белая ладья · h1 белый слон | g7 белый слон · g6 чёрная пешка · e5 белый король · f3 чёрный король · d2 белая пешка · g2 белая ладья · h1 белый слон | g7 белый слон · g6 чёрная пешка · e5 белый король · f3 чёрный король · d2 белая пешка · g2 белая ладья · h1 белый слон | g7 белый слон · g6 чёрная пешка · e5 белый король · f3 чёрный король · d2 белая пешка · g2 белая ладья · h1 белый слон | g7 белый слон · g6 чёрная пешка · e5 белый король · f3 чёрный король · d2 белая пешка · g2 белая ладья · h1 белый слон | g7 белый слон · g6 чёрная пешка · e5 белый король · f3 чёрный король · d2 белая пешка · g2 белая ладья · h1 белый слон | g7 белый слон · g6 чёрная пешка · e5 белый король · f3 чёрный король · d2 белая пешка · g2 белая ладья · h1 белый слон | g7 белый слон · g6 чёрная пешка · e5 белый король · f3 чёрный король · d2 белая пешка · g2 белая ладья · h1 белый слон | 1 |
|   | a | b | c | d | e | f | g | h |   |

1.Крe6!
1…Крe4 2.Лg3+ Крf4 3.Сe5#
1…Крf4 2.Лg1 g5 3.Сe5#
1…g5 2.Сe5 g4 (2…Крe4 3.Лg3#) 3.Лh2#
|   | a | b | c | d | e | f | g | h |   |
| - | --- | --- | --- | --- | --- | --- | --- | --- | - |
| 8 | d8 белый ферзь · c7 чёрная пешка · c6 белая ладья · e6 белая пешка · f6 белый конь · h6 белый слон · e5 чёрный король · g5 чёрный ферзь · e4 белый слон · g4 белая пешка · c3 белая пешка · e3 чёрная пешка · a2 белый король · e2 белая пешка | d8 белый ферзь · c7 чёрная пешка · c6 белая ладья · e6 белая пешка · f6 белый конь · h6 белый слон · e5 чёрный король · g5 чёрный ферзь · e4 белый слон · g4 белая пешка · c3 белая пешка · e3 чёрная пешка · a2 белый король · e2 белая пешка | d8 белый ферзь · c7 чёрная пешка · c6 белая ладья · e6 белая пешка · f6 белый конь · h6 белый слон · e5 чёрный король · g5 чёрный ферзь · e4 белый слон · g4 белая пешка · c3 белая пешка · e3 чёрная пешка · a2 белый король · e2 белая пешка | d8 белый ферзь · c7 чёрная пешка · c6 белая ладья · e6 белая пешка · f6 белый конь · h6 белый слон · e5 чёрный король · g5 чёрный ферзь · e4 белый слон · g4 белая пешка · c3 белая пешка · e3 чёрная пешка · a2 белый король · e2 белая пешка | d8 белый ферзь · c7 чёрная пешка · c6 белая ладья · e6 белая пешка · f6 белый конь · h6 белый слон · e5 чёрный король · g5 чёрный ферзь · e4 белый слон · g4 белая пешка · c3 белая пешка · e3 чёрная пешка · a2 белый король · e2 белая пешка | d8 белый ферзь · c7 чёрная пешка · c6 белая ладья · e6 белая пешка · f6 белый конь · h6 белый слон · e5 чёрный король · g5 чёрный ферзь · e4 белый слон · g4 белая пешка · c3 белая пешка · e3 чёрная пешка · a2 белый король · e2 белая пешка | d8 белый ферзь · c7 чёрная пешка · c6 белая ладья · e6 белая пешка · f6 белый конь · h6 белый слон · e5 чёрный король · g5 чёрный ферзь · e4 белый слон · g4 белая пешка · c3 белая пешка · e3 чёрная пешка · a2 белый король · e2 белая пешка | d8 белый ферзь · c7 чёрная пешка · c6 белая ладья · e6 белая пешка · f6 белый конь · h6 белый слон · e5 чёрный король · g5 чёрный ферзь · e4 белый слон · g4 белая пешка · c3 белая пешка · e3 чёрная пешка · a2 белый король · e2 белая пешка | 8 |
| 7 | d8 белый ферзь · c7 чёрная пешка · c6 белая ладья · e6 белая пешка · f6 белый конь · h6 белый слон · e5 чёрный король · g5 чёрный ферзь · e4 белый слон · g4 белая пешка · c3 белая пешка · e3 чёрная пешка · a2 белый король · e2 белая пешка | d8 белый ферзь · c7 чёрная пешка · c6 белая ладья · e6 белая пешка · f6 белый конь · h6 белый слон · e5 чёрный король · g5 чёрный ферзь · e4 белый слон · g4 белая пешка · c3 белая пешка · e3 чёрная пешка · a2 белый король · e2 белая пешка | d8 белый ферзь · c7 чёрная пешка · c6 белая ладья · e6 белая пешка · f6 белый конь · h6 белый слон · e5 чёрный король · g5 чёрный ферзь · e4 белый слон · g4 белая пешка · c3 белая пешка · e3 чёрная пешка · a2 белый король · e2 белая пешка | d8 белый ферзь · c7 чёрная пешка · c6 белая ладья · e6 белая пешка · f6 белый конь · h6 белый слон · e5 чёрный король · g5 чёрный ферзь · e4 белый слон · g4 белая пешка · c3 белая пешка · e3 чёрная пешка · a2 белый король · e2 белая пешка | d8 белый ферзь · c7 чёрная пешка · c6 белая ладья · e6 белая пешка · f6 белый конь · h6 белый слон · e5 чёрный король · g5 чёрный ферзь · e4 белый слон · g4 белая пешка · c3 белая пешка · e3 чёрная пешка · a2 белый король · e2 белая пешка | d8 белый ферзь · c7 чёрная пешка · c6 белая ладья · e6 белая пешка · f6 белый конь · h6 белый слон · e5 чёрный король · g5 чёрный ферзь · e4 белый слон · g4 белая пешка · c3 белая пешка · e3 чёрная пешка · a2 белый король · e2 белая пешка | d8 белый ферзь · c7 чёрная пешка · c6 белая ладья · e6 белая пешка · f6 белый конь · h6 белый слон · e5 чёрный король · g5 чёрный ферзь · e4 белый слон · g4 белая пешка · c3 белая пешка · e3 чёрная пешка · a2 белый король · e2 белая пешка | d8 белый ферзь · c7 чёрная пешка · c6 белая ладья · e6 белая пешка · f6 белый конь · h6 белый слон · e5 чёрный король · g5 чёрный ферзь · e4 белый слон · g4 белая пешка · c3 белая пешка · e3 чёрная пешка · a2 белый король · e2 белая пешка | 7 |
| 6 | d8 белый ферзь · c7 чёрная пешка · c6 белая ладья · e6 белая пешка · f6 белый конь · h6 белый слон · e5 чёрный король · g5 чёрный ферзь · e4 белый слон · g4 белая пешка · c3 белая пешка · e3 чёрная пешка · a2 белый король · e2 белая пешка | d8 белый ферзь · c7 чёрная пешка · c6 белая ладья · e6 белая пешка · f6 белый конь · h6 белый слон · e5 чёрный король · g5 чёрный ферзь · e4 белый слон · g4 белая пешка · c3 белая пешка · e3 чёрная пешка · a2 белый король · e2 белая пешка | d8 белый ферзь · c7 чёрная пешка · c6 белая ладья · e6 белая пешка · f6 белый конь · h6 белый слон · e5 чёрный король · g5 чёрный ферзь · e4 белый слон · g4 белая пешка · c3 белая пешка · e3 чёрная пешка · a2 белый король · e2 белая пешка | d8 белый ферзь · c7 чёрная пешка · c6 белая ладья · e6 белая пешка · f6 белый конь · h6 белый слон · e5 чёрный король · g5 чёрный ферзь · e4 белый слон · g4 белая пешка · c3 белая пешка · e3 чёрная пешка · a2 белый король · e2 белая пешка | d8 белый ферзь · c7 чёрная пешка · c6 белая ладья · e6 белая пешка · f6 белый конь · h6 белый слон · e5 чёрный король · g5 чёрный ферзь · e4 белый слон · g4 белая пешка · c3 белая пешка · e3 чёрная пешка · a2 белый король · e2 белая пешка | d8 белый ферзь · c7 чёрная пешка · c6 белая ладья · e6 белая пешка · f6 белый конь · h6 белый слон · e5 чёрный король · g5 чёрный ферзь · e4 белый слон · g4 белая пешка · c3 белая пешка · e3 чёрная пешка · a2 белый король · e2 белая пешка | d8 белый ферзь · c7 чёрная пешка · c6 белая ладья · e6 белая пешка · f6 белый конь · h6 белый слон · e5 чёрный король · g5 чёрный ферзь · e4 белый слон · g4 белая пешка · c3 белая пешка · e3 чёрная пешка · a2 белый король · e2 белая пешка | d8 белый ферзь · c7 чёрная пешка · c6 белая ладья · e6 белая пешка · f6 белый конь · h6 белый слон · e5 чёрный король · g5 чёрный ферзь · e4 белый слон · g4 белая пешка · c3 белая пешка · e3 чёрная пешка · a2 белый король · e2 белая пешка | 6 |
| 5 | d8 белый ферзь · c7 чёрная пешка · c6 белая ладья · e6 белая пешка · f6 белый конь · h6 белый слон · e5 чёрный король · g5 чёрный ферзь · e4 белый слон · g4 белая пешка · c3 белая пешка · e3 чёрная пешка · a2 белый король · e2 белая пешка | d8 белый ферзь · c7 чёрная пешка · c6 белая ладья · e6 белая пешка · f6 белый конь · h6 белый слон · e5 чёрный король · g5 чёрный ферзь · e4 белый слон · g4 белая пешка · c3 белая пешка · e3 чёрная пешка · a2 белый король · e2 белая пешка | d8 белый ферзь · c7 чёрная пешка · c6 белая ладья · e6 белая пешка · f6 белый конь · h6 белый слон · e5 чёрный король · g5 чёрный ферзь · e4 белый слон · g4 белая пешка · c3 белая пешка · e3 чёрная пешка · a2 белый король · e2 белая пешка | d8 белый ферзь · c7 чёрная пешка · c6 белая ладья · e6 белая пешка · f6 белый конь · h6 белый слон · e5 чёрный король · g5 чёрный ферзь · e4 белый слон · g4 белая пешка · c3 белая пешка · e3 чёрная пешка · a2 белый король · e2 белая пешка | d8 белый ферзь · c7 чёрная пешка · c6 белая ладья · e6 белая пешка · f6 белый конь · h6 белый слон · e5 чёрный король · g5 чёрный ферзь · e4 белый слон · g4 белая пешка · c3 белая пешка · e3 чёрная пешка · a2 белый король · e2 белая пешка | d8 белый ферзь · c7 чёрная пешка · c6 белая ладья · e6 белая пешка · f6 белый конь · h6 белый слон · e5 чёрный король · g5 чёрный ферзь · e4 белый слон · g4 белая пешка · c3 белая пешка · e3 чёрная пешка · a2 белый король · e2 белая пешка | d8 белый ферзь · c7 чёрная пешка · c6 белая ладья · e6 белая пешка · f6 белый конь · h6 белый слон · e5 чёрный король · g5 чёрный ферзь · e4 белый слон · g4 белая пешка · c3 белая пешка · e3 чёрная пешка · a2 белый король · e2 белая пешка | d8 белый ферзь · c7 чёрная пешка · c6 белая ладья · e6 белая пешка · f6 белый конь · h6 белый слон · e5 чёрный король · g5 чёрный ферзь · e4 белый слон · g4 белая пешка · c3 белая пешка · e3 чёрная пешка · a2 белый король · e2 белая пешка | 5 |
| 4 | d8 белый ферзь · c7 чёрная пешка · c6 белая ладья · e6 белая пешка · f6 белый конь · h6 белый слон · e5 чёрный король · g5 чёрный ферзь · e4 белый слон · g4 белая пешка · c3 белая пешка · e3 чёрная пешка · a2 белый король · e2 белая пешка | d8 белый ферзь · c7 чёрная пешка · c6 белая ладья · e6 белая пешка · f6 белый конь · h6 белый слон · e5 чёрный король · g5 чёрный ферзь · e4 белый слон · g4 белая пешка · c3 белая пешка · e3 чёрная пешка · a2 белый король · e2 белая пешка | d8 белый ферзь · c7 чёрная пешка · c6 белая ладья · e6 белая пешка · f6 белый конь · h6 белый слон · e5 чёрный король · g5 чёрный ферзь · e4 белый слон · g4 белая пешка · c3 белая пешка · e3 чёрная пешка · a2 белый король · e2 белая пешка | d8 белый ферзь · c7 чёрная пешка · c6 белая ладья · e6 белая пешка · f6 белый конь · h6 белый слон · e5 чёрный король · g5 чёрный ферзь · e4 белый слон · g4 белая пешка · c3 белая пешка · e3 чёрная пешка · a2 белый король · e2 белая пешка | d8 белый ферзь · c7 чёрная пешка · c6 белая ладья · e6 белая пешка · f6 белый конь · h6 белый слон · e5 чёрный король · g5 чёрный ферзь · e4 белый слон · g4 белая пешка · c3 белая пешка · e3 чёрная пешка · a2 белый король · e2 белая пешка | d8 белый ферзь · c7 чёрная пешка · c6 белая ладья · e6 белая пешка · f6 белый конь · h6 белый слон · e5 чёрный король · g5 чёрный ферзь · e4 белый слон · g4 белая пешка · c3 белая пешка · e3 чёрная пешка · a2 белый король · e2 белая пешка | d8 белый ферзь · c7 чёрная пешка · c6 белая ладья · e6 белая пешка · f6 белый конь · h6 белый слон · e5 чёрный король · g5 чёрный ферзь · e4 белый слон · g4 белая пешка · c3 белая пешка · e3 чёрная пешка · a2 белый король · e2 белая пешка | d8 белый ферзь · c7 чёрная пешка · c6 белая ладья · e6 белая пешка · f6 белый конь · h6 белый слон · e5 чёрный король · g5 чёрный ферзь · e4 белый слон · g4 белая пешка · c3 белая пешка · e3 чёрная пешка · a2 белый король · e2 белая пешка | 4 |
| 3 | d8 белый ферзь · c7 чёрная пешка · c6 белая ладья · e6 белая пешка · f6 белый конь · h6 белый слон · e5 чёрный король · g5 чёрный ферзь · e4 белый слон · g4 белая пешка · c3 белая пешка · e3 чёрная пешка · a2 белый король · e2 белая пешка | d8 белый ферзь · c7 чёрная пешка · c6 белая ладья · e6 белая пешка · f6 белый конь · h6 белый слон · e5 чёрный король · g5 чёрный ферзь · e4 белый слон · g4 белая пешка · c3 белая пешка · e3 чёрная пешка · a2 белый король · e2 белая пешка | d8 белый ферзь · c7 чёрная пешка · c6 белая ладья · e6 белая пешка · f6 белый конь · h6 белый слон · e5 чёрный король · g5 чёрный ферзь · e4 белый слон · g4 белая пешка · c3 белая пешка · e3 чёрная пешка · a2 белый король · e2 белая пешка | d8 белый ферзь · c7 чёрная пешка · c6 белая ладья · e6 белая пешка · f6 белый конь · h6 белый слон · e5 чёрный король · g5 чёрный ферзь · e4 белый слон · g4 белая пешка · c3 белая пешка · e3 чёрная пешка · a2 белый король · e2 белая пешка | d8 белый ферзь · c7 чёрная пешка · c6 белая ладья · e6 белая пешка · f6 белый конь · h6 белый слон · e5 чёрный король · g5 чёрный ферзь · e4 белый слон · g4 белая пешка · c3 белая пешка · e3 чёрная пешка · a2 белый король · e2 белая пешка | d8 белый ферзь · c7 чёрная пешка · c6 белая ладья · e6 белая пешка · f6 белый конь · h6 белый слон · e5 чёрный король · g5 чёрный ферзь · e4 белый слон · g4 белая пешка · c3 белая пешка · e3 чёрная пешка · a2 белый король · e2 белая пешка | d8 белый ферзь · c7 чёрная пешка · c6 белая ладья · e6 белая пешка · f6 белый конь · h6 белый слон · e5 чёрный король · g5 чёрный ферзь · e4 белый слон · g4 белая пешка · c3 белая пешка · e3 чёрная пешка · a2 белый король · e2 белая пешка | d8 белый ферзь · c7 чёрная пешка · c6 белая ладья · e6 белая пешка · f6 белый конь · h6 белый слон · e5 чёрный король · g5 чёрный ферзь · e4 белый слон · g4 белая пешка · c3 белая пешка · e3 чёрная пешка · a2 белый король · e2 белая пешка | 3 |
| 2 | d8 белый ферзь · c7 чёрная пешка · c6 белая ладья · e6 белая пешка · f6 белый конь · h6 белый слон · e5 чёрный король · g5 чёрный ферзь · e4 белый слон · g4 белая пешка · c3 белая пешка · e3 чёрная пешка · a2 белый король · e2 белая пешка | d8 белый ферзь · c7 чёрная пешка · c6 белая ладья · e6 белая пешка · f6 белый конь · h6 белый слон · e5 чёрный король · g5 чёрный ферзь · e4 белый слон · g4 белая пешка · c3 белая пешка · e3 чёрная пешка · a2 белый король · e2 белая пешка | d8 белый ферзь · c7 чёрная пешка · c6 белая ладья · e6 белая пешка · f6 белый конь · h6 белый слон · e5 чёрный король · g5 чёрный ферзь · e4 белый слон · g4 белая пешка · c3 белая пешка · e3 чёрная пешка · a2 белый король · e2 белая пешка | d8 белый ферзь · c7 чёрная пешка · c6 белая ладья · e6 белая пешка · f6 белый конь · h6 белый слон · e5 чёрный король · g5 чёрный ферзь · e4 белый слон · g4 белая пешка · c3 белая пешка · e3 чёрная пешка · a2 белый король · e2 белая пешка | d8 белый ферзь · c7 чёрная пешка · c6 белая ладья · e6 белая пешка · f6 белый конь · h6 белый слон · e5 чёрный король · g5 чёрный ферзь · e4 белый слон · g4 белая пешка · c3 белая пешка · e3 чёрная пешка · a2 белый король · e2 белая пешка | d8 белый ферзь · c7 чёрная пешка · c6 белая ладья · e6 белая пешка · f6 белый конь · h6 белый слон · e5 чёрный король · g5 чёрный ферзь · e4 белый слон · g4 белая пешка · c3 белая пешка · e3 чёрная пешка · a2 белый король · e2 белая пешка | d8 белый ферзь · c7 чёрная пешка · c6 белая ладья · e6 белая пешка · f6 белый конь · h6 белый слон · e5 чёрный король · g5 чёрный ферзь · e4 белый слон · g4 белая пешка · c3 белая пешка · e3 чёрная пешка · a2 белый король · e2 белая пешка | d8 белый ферзь · c7 чёрная пешка · c6 белая ладья · e6 белая пешка · f6 белый конь · h6 белый слон · e5 чёрный король · g5 чёрный ферзь · e4 белый слон · g4 белая пешка · c3 белая пешка · e3 чёрная пешка · a2 белый король · e2 белая пешка | 2 |
| 1 | d8 белый ферзь · c7 чёрная пешка · c6 белая ладья · e6 белая пешка · f6 белый конь · h6 белый слон · e5 чёрный король · g5 чёрный ферзь · e4 белый слон · g4 белая пешка · c3 белая пешка · e3 чёрная пешка · a2 белый король · e2 белая пешка | d8 белый ферзь · c7 чёрная пешка · c6 белая ладья · e6 белая пешка · f6 белый конь · h6 белый слон · e5 чёрный король · g5 чёрный ферзь · e4 белый слон · g4 белая пешка · c3 белая пешка · e3 чёрная пешка · a2 белый король · e2 белая пешка | d8 белый ферзь · c7 чёрная пешка · c6 белая ладья · e6 белая пешка · f6 белый конь · h6 белый слон · e5 чёрный король · g5 чёрный ферзь · e4 белый слон · g4 белая пешка · c3 белая пешка · e3 чёрная пешка · a2 белый король · e2 белая пешка | d8 белый ферзь · c7 чёрная пешка · c6 белая ладья · e6 белая пешка · f6 белый конь · h6 белый слон · e5 чёрный король · g5 чёрный ферзь · e4 белый слон · g4 белая пешка · c3 белая пешка · e3 чёрная пешка · a2 белый король · e2 белая пешка | d8 белый ферзь · c7 чёрная пешка · c6 белая ладья · e6 белая пешка · f6 белый конь · h6 белый слон · e5 чёрный король · g5 чёрный ферзь · e4 белый слон · g4 белая пешка · c3 белая пешка · e3 чёрная пешка · a2 белый король · e2 белая пешка | d8 белый ферзь · c7 чёрная пешка · c6 белая ладья · e6 белая пешка · f6 белый конь · h6 белый слон · e5 чёрный король · g5 чёрный ферзь · e4 белый слон · g4 белая пешка · c3 белая пешка · e3 чёрная пешка · a2 белый король · e2 белая пешка | d8 белый ферзь · c7 чёрная пешка · c6 белая ладья · e6 белая пешка · f6 белый конь · h6 белый слон · e5 чёрный король · g5 чёрный ферзь · e4 белый слон · g4 белая пешка · c3 белая пешка · e3 чёрная пешка · a2 белый король · e2 белая пешка | d8 белый ферзь · c7 чёрная пешка · c6 белая ладья · e6 белая пешка · f6 белый конь · h6 белый слон · e5 чёрный король · g5 чёрный ферзь · e4 белый слон · g4 белая пешка · c3 белая пешка · e3 чёрная пешка · a2 белый король · e2 белая пешка | 1 |
|   | a | b | c | d | e | f | g | h |   |

Иллюзорная игра:

1…Фf4(a)/Ф:g4(b) 2.Фd4#(A)
Ложные следы:

1.Ch1? (или Сg2, Cf3) — угроза 2.Фd4#(A)

1…Фf4(a) 2.Kd7#, 1…Kpf4 2.Ф:c7#, но 1…Ф:g4!(b)
1.Cb1? (или Cc2, Cd3, Ch7, Cg6) — угроза 2.Фd4#(A)
 
1…Ф:g4(b) 2.K:g4#, 1…Kpf4 2.Ф:c7#, но 1…Фf4!(a) 
Решение:

1.Сf5! — угроза 2.Фd4#(A)

1…Фf4(a)/Ф:g4(b) 2.Лc5#, 1…Kpf4 2.Ф:c7#
Белая коррекция, тема Домбровскиса, перемена игры. 

## Спортивные результаты
| Год         | Город        | Соревнование                                         | + | − | = | Результат | Место  |
| ----------- | ------------ | ---------------------------------------------------- | - | - | - | --------- | ------ |
| 1968        | Иббс         | Командное первенство мира среди студентов            | 5 | 3 | 2 | 6 из 10   |        |
| 1969        | Дрезден      | Командное первенство мира среди студентов            | 3 | 6 | 2 | 4 из 11   |        |
| 1971        | Орхус        | Квалификационный турнир командного первенства Европы | 1 | 3 | 2 | 2 из 6    |        |
|             | Хельсинки    | Чемпионат Финляндии                                  |   |   |   |           | 2      |
| 1973        | Рибе         | Командный турнир северных стран                      | 2 | 0 | 3 | 3½ из 5   |        |
| 1974        | Хельсинки    | Чемпионат Финляндии                                  |   |   |   |           | 2—3    |
|             | Ницца        | XXI Олимпиада (сборная Финляндии, 4-я доска)         | 4 | 4 | 1 | 4½ из 9   |        |
|             | Эккернфёрде  | Командный турнир северных стран                      | 1 | 2 | 2 | 2 из 5    |        |
| 1975        | Хельсинки    | Международный турнир                                 | 4 | 3 | 2 | 5 из 9    | 5—6    |
| 1978        | Хельсинки    | Чемпионат Финляндии                                  |   |   |   |           | 2      |
|             | Буэнос-Айрес | XXIII Олимпиада (сборная Финляндии, 3-я доска)       | 4 | 3 | 2 | 5 из 9    |        |
| 1980        | Ярвенпяя     | Чемпионат Финляндии                                  |   |   |   |           | [ 13 ] |
|             | Мальта       | XXIV Олимпиада (сборная Финляндии, запасной)         | 1 | 2 | 1 | 1½ из 4   |        |
| 1981        | Хельсинки    | Международный турнир                                 | 1 | 5 | 5 | 3½ из 11  | 10     |
| 1982        | Ярвенпяя     | Международный турнир                                 | 3 | 3 | 3 | 4½ из 9   | 5—7    |
| 1983        | Хельсинки    | Международный турнир                                 | 2 | 6 | 3 | 3½ из 11  | 11     |
| 1984        | Хельсинки    | Опен-турнир                                          |   |   |   |           |        |
|             | Хельсинки    | Чемпионат Финляндии                                  |   |   |   |           | [ 16 ] |
| 1986        | Эспоо        | Турнир финских мастеров                              | 3 | 6 | 0 | 3 из 9    | 9      |
| 1987        | Хельсинки    | Чемпионат Финляндии                                  |   |   |   | 3 из 9    | 8      |
| 1989        | Эспоо        | Опен-турнир                                          |   |   |   |           |        |
| 1990        | Уусикаупунки | Опен-турнир                                          |   |   |   |           |        |
| 1991        | Эспоо        | Опен-турнир                                          |   |   |   |           |        |
|             | Уусикаупунки | Опен-турнир                                          |   |   |   |           |        |
| 1992        | Эспоо        | Опен-турнир                                          |   |   |   |           |        |
| 1996        | Хельсинки    | Опен-турнир                                          |   |   |   |           |        |
|             | Эспоо        | Опен-турнир                                          |   |   |   |           |        |
| 1997        | Эспоо        | Опен-турнир                                          |   |   |   |           |        |
| 1998        | Эспоо        | Опен-турнир                                          |   |   |   |           |        |
|             | Хельсинки    | Опен-турнир                                          |   |   |   |           |        |
| 1999        | Лахти        | Опен-турнир                                          |   |   |   |           |        |
|             | Хельсинки    | Опен-турнир                                          |   |   |   |           |        |
| 2000        | Хельсинки    | Турнир финских мастеров                              | 4 | 2 | 1 | 4½ из 7   | 2      |
| 2001        | Хельсинки    | Матч Хельсинки — Таллин (против А. Реммеля)          | 0 | 1 | 0 | 0 из 1    |        |
| 2001 / 2002 | Хельсинки    | Чемпионат Хельсинки                                  |   |   |   |           |        |
| 2002        | Хельсинки    | Опен-турнир                                          |   |   |   |           |        |
|             | Хельсинки    | Чемпионат Финляндии                                  | 3 | 6 | 2 | 4 из 11   | 10—11  |
|             | Наан         | Открытый чемпионат Финляндии                         |   |   |   |           |        |
|             | Хельсинки    | Опен-турнир                                          |   |   |   |           |        |
|             | Эспоо        | Опен-турнир                                          |   |   |   |           |        |
| 2003        | Хельсинки    | Чемпионат Хельсинки                                  |   |   |   |           |        |
|             | Наантали     | Опен-турнир                                          |   |   |   |           |        |
|             | Хельсинки    | Чемпионат Финляндии                                  |   |   |   |           | [ 21 ] |
| 2005        | Хельсинки    | Турнир финских мастеров                              | 2 | 3 | 2 | 3 из 7    | 6      |
| 2006        | Дрезден      | Командное первенство Европы среди ветеранов          |   |   |   |           |        |
| 2007        | Дрезден      | Командное первенство Европы среди ветеранов          |   |   |   |           |        |
|             | Хельсинки    | Чемпионат Хельсинки                                  |   |   |   |           |        |
| 2009        | Дрезден      | Командное первенство Европы среди ветеранов          |   |   |   |           |        |